# Mouvement constitutionnaliste du Gilân
 (septembre 2023).
La mise en forme du texte ne suit pas les recommandations de Wikipédia : il faut le « wikifier ».
Les points d'amélioration suivants sont les cas les plus fréquents. Le détail des points à revoir est peut-être précisé sur la page de discussion.
- Les titres sont pré-formatés par le logiciel. Ils ne sont ni en capitales, ni en gras.
- Le texte ne doit pas être écrit en capitales (les noms de famille non plus), ni en gras, ni en italique, ni en « petit »…
- Le gras n'est utilisé que pour surligner le titre de l'article dans l'introduction, une seule fois.
- L'italique est rarement utilisé : mots en langue étrangère, titres d'œuvres, noms de bateaux, etc.
- Les citations ne sont pas en italique mais en corps de texte normal. Elles sont entourées par des guillemets français : « et ».
- Les listes à puces sont à éviter, des paragraphes rédigés étant largement préférés. Les tableaux sont à réserver à la présentation de données structurées (résultats, etc.).
- Les appels de note de bas de page (petits chiffres en exposant, introduits par l'outil «  Source ») sont à placer entre la fin de phrase et le point final[comme ça].
- Les liens internes (vers d'autres articles de Wikipédia) sont à choisir avec parcimonie. Créez des liens vers des articles approfondissant le sujet. Les termes génériques sans rapport avec le sujet sont à éviter, ainsi que les répétitions de liens vers un même terme.
- Les liens externes sont à placer uniquement dans une section « Liens externes », à la fin de l'article. Ces liens sont à choisir avec parcimonie suivant les règles définies. Si un lien sert de source à l'article, son insertion dans le texte est à faire par les notes de bas de page.
- La présentation des références doit suivre les conventions bibliographiques. Il est recommandé d'utiliser les modèles {{Ouvrage}}, {{Chapitre}}, {{Article}}, {{Lien web}} et/ou {{Bibliographie}}. Le mode d'édition visuel peut mettre en forme automatiquement les références.
- Insérer une infobox (cadre d'informations à droite) n'est pas obligatoire pour parachever la mise en page.

Pour une aide détaillée, merci de consulter Aide:Wikification.
Si vous pensez que ces points ont été résolus, vous pouvez retirer ce bandeau et améliorer la mise en forme d'un autre article.
Le Mouvement constitutionnaliste du Gilân ou Guilan (aussi appelé mouvement Jangal : « mouvement de la forêt ») était une rébellion contre la monarchie des Qadjars en Iran qui a eu lieu entre 1914 et 1921. On considère ce mouvement comme une extension de la révolution constitutionnelle persane.

## A l’origine du mouvement constitutionnaliste
Selon Bromberger, le Gilân apparaît comme une « terre de dissidence » et il en veut pour preuve le fait que la province – dans ses délimitations actuelles – ait toujours échappé « pendant deux millénaires, et jusqu’à son annexion par Chah’Abbâs Ier en 1592, à l’emprise durable d’États, pourtant fortement structurés, qui ont étendu leur domination jusqu’à ses portes ». Même à la suite de cette annexion, la province du Gilân prolonge sa tradition résistante. Ce fait fut particulièrement éclatant pendant la période dite constitutionnelle de 1905-1911. Bromberger résume ainsi les grands moments de cette période : « une révolte armée, dirigée contre le principal propriétaire foncier, éclata dans le Tâlesh (au nord de la province) en 1906 ; les troupes gouvernementales, dépêchées en 1908, ne parvinrent pas à la mater. L’année suivante, les révolutionnaires s’emparaient de Rasht et marchaient sur Téhéran où ils rejoignaient les nomades Bakhtyâri insurgés et contribuaient à la chute du souverain Mohammad-‘Ali Chah ».
Mais ces événements seront rapidement minorés face à l’importance que prendra le mouvement constitutionnaliste du Gilân dans l’histoire de l’Iran et qui s’inscrit dans le prolongement de la période constitutionnelle mentionnée de 1905-1911. Ce mouvement s’organise dans un contexte précis. Au début du XXe siècle, l’Iran est sous domination étrangère. Bromberger en dresse un état des lieux : « Un traité de 1907 a partagé le pays en deux zones d’influence, russe au nord et à l’ouest, britannique au sud. Une zone tampon, au centre, est déclarée neutre. Les troupes russes occupent le nord, et donc le Gilân, depuis l’automne 1911 ». Cette situation sera d’autant plus accentuée avec le déclenchement de la Première Guerre mondiale car si dans ce conflit, l’Iran se déclara neutre, il fut néanmoins occupé par les Ottomans, les Russes et les Anglais et constitua le théâtre de leurs rivalités.
Le mouvement jangali (« forestier ») naît dans ce contexte en 1915. Son leader, Mirzâ Kouchak Khân, et qui va devenir une figure emblématique de l’histoire iranienne, n’était alors pas à ses premiers faits d’armes. Vaziri, par l’intermédiaire d’un article de Martchenko, rapporte ainsi qu’« après avoir participé au mouvement constitutionnel de 1906 qui donna à l'Iran sa première constitution, Mirzâ et ses amis furent obligés de fuir le pays pour la Russie [puis débutèrent le mouvement révolutionnaire] quand en 1907 la constitution fut abolie par Mohammad Ali Chah. […] Après la victoire de la révolution constitutionnelle, Mirzâ rentra en Iran et tenta de s'opposer aux Anglais qui, à la suite de la première guerre, avaient occupé une partie du pays ». Toutefois, ces troupes furent écrasés et Mirzâ blessé. Fuyant d’abord au Caucase pour se soigner, « il gagne ensuite Téhéran où il vit dans des conditions précaires et, en 1912, adhère à Ettehâd-e eslâm (Union de l’islam), une organisation panislamiste dont le siège est à Istanbul et qui vient de se constituer en Iran. C’est sous l’égide de cette association que Mirzâ, revenu clandestinement au Gilân où il est interdit de séjour, lance, à l’automne 1915, son mouvement de guérilla visant à débarrasser la province des troupes russes ».
Celui que l’on va appeler le « général de la forêt » (sardâr-e jangal) s’apprête à devenir le héros emblématique de la région et l’incarnation d’un Gilân insoumis. S’il est déjà reconnu par ses faits d’armes, ce n’est qu’avec le mouvement de la forêt (ou mouvement jangali) que Mirzâ va s’illustrer et prendre son surnom – mouvement qui dure de 1915 à 1921 et qui trouve son point d’orgue dans la mise en œuvre d’une République socialiste soviétique d’Iran – dont la capitale fut Rasht – mais qui ne dura que quelques mois.

## La mise en place du mouvement et son action

### La singularité du mouvement constitutionnaliste du Gilân

#### Une sociologie paysanne et cosmopolite
Le mouvement s’avère singulier d’abord par sa sociologie. Alors que « la paysannerie iranienne est demeurée passive dans la plupart des mouvements révolutionnaires qui ont agité l’Iran à l’époque moderne », la paysannerie du Gilân s’est au contraire révélée durant cette période. Pour l’expliquer, on peut insister sur les singularités propre à la paysannerie du Gilân par rapport aux populations rurales d’Iran intérieur, et que Bromberger rappelle : « la proximité d’un Empire russe en effervescence, des conditions naturelles se prêtant admirablement à la guérilla mais surtout l’existence d’une paysannerie moyenne, tôt immergée dans une économie de marché la reliant au monde des villes, peu ligotée par les rapports de domination féodale et disposant donc d’une autonomie et d’une liberté tactique minimum ». La figure de Mirzâ œuvrait aussi en ce sens d’un recrutement au sein de la paysannerie locale, lui qui jouissait « d’appuis familiaux dans différents cantons de la région », et ce ajouté aux « solidarités familiales [et] à la reconnaissance d’une semblable appartenance culturelle » qui jouent un rôle déterminant en particulier dans cette région du Gilân.
Ajouté à cela, le mouvement jangali se caractérise par sa forte diversité sociale : ainsi Mirzâ fût-il rejoint « par des notables, des intellectuels, des aventuriers, des soldats et officiers » ; mais également par son cosmopolitisme : parmi les figures importantes du mouvement, on retrouve ainsi Ehsanollâh Khân – qui a fait ses études de droit à Paris – et Khâlu Qorbân – un kurde. Dès le départ, le mouvement jangali est aussi rejoint par des « officiers allemands et autrichiens dont l’armée s’est débandée dans le Caucase ou qui se sont échappés des prisons du tsar » et qui viendront « [former] l’armée jangali à l’art militaire ou en [contrôler] les points stratégiques ». Plus tard, ce sont des « soldats russes démobilisés après la Révolution d’octobre et le désengagement de la Russie du conflit mondial » qui viendront remplir les rangs du mouvement.

#### Une organisation structurée et efficace
Outre cet aspect, c’est la solidité et l’efficacité de l’organisation de ce mouvement qui impressionne. Comme il a été évoqué, c’est par le biais du Comité de l’Union de l’Islam que Mirzâ revient au Gilân. Comme le rapporte Vaziri, « ce comité établit, à partir de 1915, son quartier général à Kassmâ (localité de Gilân) et commença à partir de 1917, la publication du journal Djangal. C’est à travers ce journal que furent progressivement exprimés les revendications du mouvement jangali. Ainsi dans le n°28 de Djangal, les activistes du mouvement déclarent ‘Nous sommes avant tout partisans de l’indépendance de l’Iran. L'indépendance au sens vrai du mot, c'est-à-dire sans la moindre immixtion des États étrangers […] et de ce point de vue, tous les États étrangers, voisins ou éloignés, sont mis sur le même pied d'égalité’ ».
Plus tard, au cours de ce qui sera le Premier Congrès du mouvement en 1919, le mouvement jangali présente concrètement ses idées à travers Le Manifeste de Djangal :

« * Liberté et égalité véritables pour tous les individus sans distinction de race, ni de religion […]
- Les représentants de la nation (Méllat) doivent pouvoir contrôler le gouvernement démocratique et les instances suprêmes du pays".
- Tous les individus sans distinction de race ou de religion jouiront de manière égale des droits civiques
- Abolition de tous les privilèges et toutes les distinctions".
- La liberté de pensée, d'opinion, de réunion, de presse, de travail et d'expression
- L'égalité entre l'homme et la femme devant les lois civiques et sociales »

.
Il s’agit là d’un programme particulièrement progressiste, à la fois sur le plan social – le manifeste prévoyait « l'interdiction de travailler pour les enfants de moins de 14 ans et la limitation à 48 heures de la durée hebdomadaire du travail » – et religieux – le manifeste proclamait dans son article 18 évoquait « La séparation du clergé, des affaires politiques et temporelles ».
Au-delà de leur organe propagandiste et de la solidité de leur programme politique et sociale, c’est la mise en œuvre d’un gouvernement parallèle dans le Gilân qui impressionnèrent jusqu’aux ambassadeurs étrangers. À partir de mars 1917, le mouvement prend de l’ampleur et gagne progressivement l’ensemble de la province. Par ailleurs, les Jangali, en accord avec « l’idée très moderne qu’il faut se montrer apte à exercer le pouvoir avant d’y accéder officiellement, […] créent une sorte de contre-gouvernement qui comporte des ministères des Finances, de la Guerre, de l’Intérieur, de la Justice […] Ils établissent une cour de justice à Fuman à laquelle les justiciables préfèrent soumettre leurs cas plutôt qu’à celle, officielle, de Rasht, minée par la corruption. Ils créent des usines, des routes, des écoles [et] des cliniques ».
Face à une telle organisation, les diplomates et bureaucrates étrangers en poste en Iran se prennent d’intérêt pour le mouvement et s’avèrent impressionnés par lui. Tandis qu’un observateur étranger juge « excellentes » les écoles construites par les Jangali, un représentant de l’Imperial Bank of Persia considérait Mirzâ comme « a well meaning man » (« un homme bien intentionné ») doublé d’un « intègre fanatique » (« an honest fanatic »). Le général Dunsterville, pour sa part, n’hésite pas à trouver « très légitime » (« very legitimate ») le slogan de Mirzâ « La Perse aux Persans » (« Persia for the Persians »).

### Le départ des Anglais et l’ingérence des Russes au Gilân
D’octobre 1917 à juin 1918, les Jangali se présentent comme « masters of Gilan » (« maîtres du Gilan ») et contrôlent quasi entièrement la province. Après avoir pris la capitale du Gilân, Rasht, les troupes anglaises présentes au Nord de la province acceptent de conclure en août 1918 un traité de paix anglo-jangali – amenant à une reconnaissance de facto des insurgés jangali par les Anglais. Cela augure une accalmie pour le mouvement jangali qui en profite pour se consolider. Mais les hostilités reprennent bientôt quand « les Anglais, qui s’apprêtent à signer un accord avec le gouvernement persan visant, entre autres, à garantir l’ordre à l’intérieur du pays, dénoncent en mars 1919 le traité de paix qu’ils avaient conclu avec les Jangali. Rapidement […], les forces jangali sont bombardées et les principales villes du Gilân soumises par les troupes persanes ».
En parallèle, le 30 août 1918, « le Commissariat russe aux affaires étrangères lança […] un appel aux ‘ouvriers et paysans de la Perse’ dans lequel il déclara : ‘Le moment de votre libération approche […] très bientôt notre vaillante Armée Rouge traversera le Turkestan rouge et approchera les frontières de la Perse opprimée […]’ ». Et joignant le geste à la parole, bien que presque deux années plus tard, « une ‘Armée Rouge persane’ fut constituée en février 1920 à Tachkent (capitale de l’Ouzbékistan) » et débarqua le 18 mai 1920 au Gilân. Si le soutien à l’insurrection au Gilân n’était pas la première des raisons motivant ce débarquement – il s’agissait en effet d’abord de « mettre en déroute la flotte et les forces russes blanches » dans la mer Caspienne –, un accord est rapidement conclu entre les soviétiques et Mirzâ. Si Mirzâ s’oppose à « l’application des principes et la propagande communistes » en Iran, il accepte cependant de créer en accord avec les soviétiques un gouvernement révolutionnaire provisoire à la tête duquel il sera placé et qui, croit-il, devra être chargé de la transition du pays à titre temporaire, le temps que les Russes – et les étrangers – se désengagent du Gilân et qu’une relation d’égale à égale s’instaure vis-à-vis du camarade soviétique et de la République du Gilân.

## L’éphémère République socialiste et soviétique du Gilân

### La proclamation de la République socialiste et soviétique par le mouvement jangali
Le 4 juin 1920, la République socialiste et soviétique du Gilân est proclamée à Rasht qui devient sa capitale. Un gouvernement révolutionnaire et provisoire est constitué : Mirzâ en est le dirigeant et Ehssanollâh-Khân le commandant des forces armées. Sont décidés « l’abolition de la monarchie, le respect des individus et des biens, la liquidation des traités injustes, l’égalité des droits pour toutes les nations et la défense de l’islam ». Pas un mot, donc, sur une éventuelle réforme agraire – paradoxale dans un mouvement dont la base reposait sur les paysans.
Si c’est d’abord la fraternisation qui domine entre les bolcheviques et le mouvement jangali, les choses commencent toutefois à évoluer côté soviétique avec le Congrès constitutif du Parti communiste d’Iran qui se tient les 22 et 24 juin. Dans ce dernier, la position qui domine est celle d’une conception internationale de la révolution, à l’opposé d’une prise en compte plus locale des problèmes. Cette tendance sera notamment symbolisée par le couple Aboukov et Milda Bulle, qui était la secrétaire de ce Congrès et à laquelle Bromberger a consacré une étude. Par ailleurs, les soviétiques et communistes iraniens exigent la réforme agraire – qui doit en l’occurrence prendre la forme d’une abolition du statut de la propriété privée – ainsi qu’une laïcisation du régime. Les refus nets de Mirzâ face à ces mesures préparaient une rupture inéluctable. Mirzâ est considéré en réponse comme un contre-révolutionnaire et assimilé à « la vase petite-bourgeoise [qui] ne manifestait pas le désir d'aller plus avant dans la masse populaire ». Les bolcheviques fomentent alors un nouveau coup d’État pour renverser Mirzâ et garantir au Gilân l’existence d’un comité « révolutionnaire et non national ».

### La confiscation de la révolution par les bolcheviks russes
Dans la nuit du 31 juillet 1920, les bolcheviques orchestrent le « coup d’État rouge » en renversant le mouvement jangal pour s’emparer du pouvoir. Les principaux artisans de ce coup d’État sont Aboukov et son épouse Milda – qui rédigera d’ailleurs le communiqué annonçant la victoire. Comme l’indique ce communiqué, « un Comité provisoire révolutionnaire d’Iran [est] formé […] [et] il est composé de huit communistes et populistes révolutionnaires de gauche ». En somme, un Comité révolutionnaire d’Iran mais à l’initiative d’étrangers assez peu au fait des problématiques locales et simplement obnubilés par un élan internationaliste de la lutte révolutionnaire. Ce sont également les propos d’un des responsables locaux du mouvement jangali que rapportent Bromberger : « Le conflit [entre nous et les communistes] est né du désir d’Aboukov et de [Milda] Bulle de diriger le sort d’un peuple qui leur est complètement étranger ». En effet, « même si Ehsanollâh Khân préside le comité révolutionnaire de la République après le coup d’État rouge, ce sont des étrangers qui l’ont mis en œuvre, comme le rappelle Hoseinov, participant à l’opération : ‘Avant tout la révolution de Rasht fut dirigée [et organisée] par Mdivani, un Géorgien, conjointement avec Abukov, un Tatar, et sa femme Bulle [une Lettone] ». Bromberger d’ajouter que « les cadres et membres du Parti communiste iranien étaient, dans leur immense majorité, turcs azéri, ne parlaient pas persan, encore moins gilaki ». Hoseinov, dans ses mémoires, terminait en rappelant que « Le Parti communiste iranien n’était pas iranien mais turc. La langue persane en était absente. Aussi, il était ridicule de dire que ce parti pouvait être le parti dirigeant alors qu’il était encore dépourvu de toute base sociale ».
Mirzâ, dans un premier temps, envoie des missives à Lénine – persuadé que les révolutionnaires ne représentent qu’eux-mêmes et n’agissent pas sous ordre direct de l’URSS. Il envoie à cet effet son compagnon Gauk, un allemand, pour plaider sa cause. Tandis qu’au Gilân les communistes instituent un régime de terreur, en proclamant l’abolition de la propriété privée et en s’attaquant aux lieux de culte, Mirzâ écrit à Lénine : « Nous avons fait un premier pas pour la libération du joug séculaire mais le danger nous guette d'un autre côté. Si nous n'empêchons pas les étrangers de s'immiscer contre notre volonté dans nos affaires intérieures et extérieures, cette première étape n'aurait aucune valeur pour nous car après avoir rejeté une première domination étrangère, nous tomberions sous la domination d'une autre puissance. C'est pourquoi j'ai quitté Rasht et je me suis retiré dans la forêt, dans le lieu où je me trouvais auparavant ». Mirzâ avait dans l’idée de revenir à Rasht dans la mesure où Lénine lui assurerait « la reconnaissance officielle par Moscou de la République perse et la non-ingérence de Bakou dans ses affaires intérieures, la protection des droits et des biens des citoyens perses en Azerbaïdjan [et] le changement de la politique de la direction du PCI ». Ses sollicitations restent cependant lettre morte.

## L’écrasement du mouvement constitutionnaliste
Face à l’évolution du contexte international, les bolcheviks vont procéder, durant la dernière année de ce mouvement constitutionnaliste, à un impressionnant rétropédalage sur la question du Gilân. D’abord les communistes iraniens modèrent leur position en interne, refusant – en la personne du leader du Parti communiste iranien Haydar Khân ‘Amu Oqli – « une soviétisation immédiate du pays ». Cela permet un réchauffement – bien que temporaire – entre le gouvernement provisoire et le mouvement jangali. Mais surtout, les soviétiques décident de se désengager du Gilân, après avoir normalisé leurs relations avec Rézâ Khân – propulsé à la tête du pays à la suite de son coup d’État – et signé avec un traité d’amitié irano-soviétique. C’est le congrès des peuples d’Orient qui s’est ouvert le 1er septembre – et auxquels le couple Aboukov et Milda Bulle a participé – qui a fléchit au profit d’une ligne de désengagement. En conséquence, le couple Aboukov et Bulle, plutôt enclin à des visées internationalistes, se voient envoyés Ivanovo-Voznesensk par le Comité central du Parti communiste russe « pour des tâches plus conformes à leurs convictions ». Ils feront plus tard tous deux l’objet des purges staliniennes des années 30 et sont exécutés au mois de juillet 1938.
Au Gilân, Mirzâ, à la suite de la réconciliation momentanée entre son mouvement et les communistes, dirige le nouveau gouvernement de la République socialiste formé en juin tandis qu’Haydar Khân ‘Amu Oqli – chef du parti communiste iranien – est commissaire aux Affaires étrangères. Mais le retrait des troupes soviétiques en septembre fragilise durement la République, d’autant qu’au retrait suit la trahison : Bromberger rapporte ainsi que « l’ambassadeur de Moscou à Téhéran encourage Rézâ Khân à liquider le mouvement du Gilân, qui est devenu un obstacle aux relations d’État à État ». En accord avec cette demande, les troupes de Rézâ Khân marchent sur Rasht et démantèlent la République socialiste du Gilân. Mirzâ regagne – comme à son habitude – la forêt tandis qu’Ehsanollâh fuit en URSS et que Khâlu Qorbân trahit et se range du côté de l’armée officielle de Rézâ Khân. Il sera notamment chargé par ce dernier de retrouver Mirzâ et de l’emmener, mort ou vif, à sa capitale. Mirzâ, traqué et sentant sa fin proche – il propose d’ailleurs le divorce avec sa femme pour qu’elle puisse se trouver un nouveau protecteur –, s’enfonce plus profondément dans la forêt avec son compagnon Gauk avec l’espoir de relever une armée à l’avenir. Mais après avoir gagné la montagne, ils sont surpris par une tempête de neige et meurent tous deux de froid. Khâlu Qorbân découvre quelques jours plus tard le corps sans vie du général de la forêt. Après lui avoir tranché la tête, il l’apporte à Téhéran pour la remettre à Rézâ Khân (futur fondateur de la dynastie Pahlavi) afin qu’elle soit exposée sur la place du Parlement. En ce même automne 1921, Haydar Khân ‘Amu Oqli, leader du Parti communiste iranien, trouvera également la mort dans des circonstances qui restent encore indéterminées. La mort des deux leaders de la République socialiste du Gilân sonne la fin définitive du mouvement constitutionnaliste du Gilân.

## La place du mouvement constitutionnaliste dans l’histoire iranienne
Le mouvement constitutionnaliste – bien qu’occulté sous le régime pahlavi – s’est vu par la suite doté d’une place de choix dans l’histoire iranienne. Ceci est dû à la figure de Mirzâ, dont la date anniversaire de la mort, le 2 décembre (ou « 11 âzar ») est célébrée dans tout l’Iran mais avec des motivations diverses. La mort elle-même du « général de la forêt » se verra inscrite dans la tradition de la martyrologie chiite – le 11 âzar on fête effectivement le martyre de Mirzâ et non simplement sa mort. Bromberger le démontre en évoquant le récit quasi mythique qui a fait suite à la mort de Mirzâ : « La tradition rapporte que sa tête, inhumée à Téhéran, a été déterrée subrepticement, rapportée au Gilân, ‘recollée’ à son corps, Mirzâ étant finalement enterré dans le cimetière de Soleymân Dârâb, à la sortie de Rasht, sur la route qui mène vers la forêt ». De là, Bromberger fait le lien avec cette tradition de la martyrologie chiite qui veut qu’à la « trahison » ait suivi « la résistance désespérée face à l’oppression » puis « la ‘recollation’ - sartan, littéralement ‘tête-corps’ - à l’instar de celle de l’imam Hoseyn, ‘le Prince des martyrs’ ».
Outre ce récit, il est également notable que la figure de Mirzâ ait été récupérée par les autorités gouvernementales, si bien que sa tombe a été restaurée pour donner lieu à un mausolée en 1982, une statue à son effigie et juchée sur un cheval trône sur la place de la mairie de la capitale de la province depuis 1999, et son nom – ou ses surnoms – sont souvent repris pour dénommer une rue, un parc, un cinéma ou un boulevard.
Toutefois, la revendication de la figure de Mirzâ s’avère loin d’être consensuelle et le cérémonial entourant l’anniversaire du martyre du général de la forêt fait chaque année polémique par les récupérations dont il fait l’objet, et ce par des groupes parfois violemment antagonistes. « Dans l’avant-propos de son livre de souvenirs, Ebrahim Fakhrâ’i, l’ancien secrétaire personnel de Mirzâ, écrivait en ce sens : « Tout le monde essaie de [le] récupérer au point que la réalité historique a été masquée ».
Mirzâ sera en effet l’emblème successivement, et parfois parallèlement, de plusieurs mouvements que tout oppose : dans les années 1960, c’est la figure du guerrier aux « idées socialisantes et anti-impérialistes » qui séduit l’extrême gauche révolutionnaire d’alors. Par la suite, c’est la dimension nationaliste du combat mené par Mirzâ qui sera repris par l’opposition démocratique, le dressant en un progressiste et défenseur des valeurs iraniennes face aux ingérences étrangères, à ranger ainsi à côté d’un Mossadegh – qui fut victime d’un renversement orchestré par la CIA après avoir nationalisé le pétrole iranien en 1953. En outre, et notamment avec la mise en place de la République islamique d’Iran, le général de la forêt se verra érigé en personnage à l’avant-garde du combat « pour les valeurs sacrées de l’islam et pour l’indépendance de l’Iran ». C’est en effet dans cette position qu’il a été le plus souvent enfermé depuis sa mort ; en témoigne le récit de son martyre évoqué plus haut, mais aussi le fait qu’il avait lui-même mené des études de théologie plus jeune et que, lors du mouvement constitutionnaliste du Gilân, il avait notamment rompu avec les bolcheviques soviétiques lorsque ces derniers avaient déshonoré la religion islamique – notamment à l’issue du débarquement de 1920 où les bolcheviques endommagèrent de nombreuses mosquées.
Mais pour que cette revendication de la figure de Mirzâ Kouchek Khân par la République islamique ne se contredise pas avec l’éloge qu’en fait la gauche révolutionnaire iranienne, « les autorités officielles ont insisté sur la dimension religieuse du combat de Mirzâ et l’ont volontiers représenté en mollah ». Ainsi, un tableau exposé au musée de Rasht en 1982 le représentait sous cette apparence : chauve avec une barbe visible mais taillée, aux antipodes du « guérillero aux cheveux et à la barbe sauvages » qu’aimaient à évoquer les mouvements révolutionnaires armés et hostiles au régime.
Bromberger rapporte cependant qu’« un spécialiste [à l’occasion de l’anniversaire du martyre, lui] fit remarquer que Mirzâ n’avait jamais été mollah, comme le prétendent les islamistes, et que les étudiants portaient alors indistinctement le ‘amâme (le turban) ».
Toutefois, cette représentation d’un Mirzâ en mollah aux antipodes « de l’image tenace et enracinée du guérillero échevelé [était trop éloignée] pour être crédible ». Les autorités islamiques se sont donc accommodées de cette apparence dérangeante à leurs yeux, bien que le portrait d’un Mirzâ étudiant en théologie et vêtu du turban continue d’être utilisé lors des célébrations de son martyre, à l’image de celle célébrée le 2 décembre 2007 et qui apparaît dans l’ouvrage Un autre Iran de Bromberger.
En bref, Mirzâ est devenu au cours de l’histoire iranienne non seulement un héros de la lutte pour l’indépendance de l’Iran, mais aussi un « symbole de l’identité régionale », voire de l'« iranité », ce qui explique que sa figure fasse l’objet de réappropriations si controversées.
Le fait que ce soit Mirzâ, et non une autre figure de ce mouvement constitutionnaliste, qui se soit à ce point ancré dans l’inconscient collectif iranien peut tenir dans une large mesure au style si singulier du personnage, presque sorti d’un conte – c’est bien dans cette idée qu’un chroniqueur britannique qualifie Mirzâ de « Robin Hood of the Caspian marshes » (« Robin des bois des marais caspiens »). Mirzâ symbolise en effet, « par son apparence, ses manières d’être et de faire un emblème de l’identité régionale » et une figure facilement identifiable notamment pour les paysans de la soie et les agriculteurs du riz qui forment l’essentiel de la population du Gilân. Comme le rapporte Bromberger, « Mirzâ était vêtu comme un Tâlesh ou un Gâlesh (un éleveur des montagnes de l’est du Gilân) ; il portait un pantalon et une veste en shâl, une étoffe d’apparence grossière tissée localement, des pâtave (bandes molletières) et des chumush (mocassins en peau de vache) caractéristiques du costume régional ».
Au-delà de l’apparence physique, Mirzâ et son mouvement dit jangali renvoient directement à l’esprit de la forêt « et à son symbolisme dans le monde caspien. La forêt, c’est l’espace de refuge et de liberté où l’on se retire quand on est poursuivi ou accablé par les injustices. […] Le personnage de Mirzâ incarne cet imaginaire local de la forêt qui connote la liberté et la révolte ». Le drapeau du mouvement Jangal lui-même renvoyait à un imaginaire en particulier, puisqu'il consistait en une bannière rouge sur laquelle était écrit le nom Kaveh (un héros populaire du Livre des Rois de Ferdowsi). Il s'agissait d'une référence au Derafch Kaviani symbolisant la lutte du mouvement contre le gouvernement central monarchique afin d'établir une république démocratique iranienne.
Mirzâ Kouchek Khân n’était pas seulement un héros pour le peuple, mais un héros issu du peuple, qui a toujours conservé une grande proximité avec les habitants du Gilân, ayant une vision régionale voire locale des problèmes – et qui peuvent donc être résolus de manière directe par l’interposition personnelle de Mirzâ – qui, si elle a fait défaut à une extension du mouvement constitutionnaliste hors du Gilân, a cependant beaucoup œuvré pour enraciner la figure de son chef dans l’histoire locale du Gilân – et partagée aujourd’hui à l’échelle de l’Iran.